# WWE Main Event
WWE Main Event是美國世界摔角娛樂公司（WWE）所制作的重頭節目之一，全世界多個國家都有轉播。

## 簡介
WWE Main Event的節目性質主要是用來做為WWE Raw和WWE SmackDown兩個重頭節目的劇情補充，於2012年10月3日首播。

## 外部連結
- 官方网站
- WWE Main Event的Facebook專頁
- 互联网电影数据库（IMDb）上《WWE Main Event》的资料（英文）